# Philipp Ludwig von Seidel
Philipp Ludwig von Seidel (Zweibrücken, 23 de outubro de 1821 — Munique, 13 de agosto de 1896) foi um matemático alemão.
Filho de Justus Christian Felix Seidel e de Julie Reinhold.
Imre Lakatos credita a von Seidel a descoberta, em 1847, do conceito analítico crucial da convergência uniforme, quando analisava uma demonstração incorreta de Augustin-Louis Cauchy.
Em 1857 von Seidel decompôs as aberrações monocromáticas de primeira ordem em cinco aberrações constituintes. Estas são comumentemente referenciadas como as cinco aberrações de Seidel.
O método de Gauss-Seidel é um método numérico iterativo usual para a solução de sistemas de equações lineares.